# Hoofdwerkplaats Bellinzona
De hoofdwerkplaats Bellinzona is een werkplaats in de Zwitserse gemeente Bellinzona. Het is een werkplaats van de private spoorwegmaatschappij Gotthardbahn waar het groot onderhoud aan tractie voertuigen plaatsvond. Tegenwoordig worden er ook goederenwagens onderhouden.